# شونجی ایوای
شونجی ایوای (به ژاپنی: 岩井 俊二، Shunji Iwai) (زادهٔ ۲۴ ژانویهٔ ۱۹۶۳) فیلم‌نامه‌نویس و کارگردان اهل ژاپن است. و فارغ التحصیل از دانشگاه یوکوهاما2 در سال 1987 است.
در 1988 کار خود را در صنعت سرگرمی ژاپن با کارگردانی دراماهای تلویزیونی3 و ساخت موزیک ویدیو شروع کرد. سپس، در 1993 درامای او به نام "آتش بازی4" مورد تمجید قرار گرفت و برای نمایشی در شهر lioka موفق به دریافت جایزهٔ کارگردان تازه کار5، از اتحادیهٔ کارگردانان ژاپن شد.
در 1995 به صورت جدی به ساخت فیلم پرداخت و و با فیلم "نامه عاشقانه6" شروع کرد،که در آن از Miho Nakayama ی خواننده در دو نقش استفاده کرد. ایوای همچنین با Noboru Shinoda ی فیلمبردار برای ساخت یک فیلم همکاری کرد که بخاطر فیلمبرداری زمستانه اش ستایش شد. "نامه عاشقانه" ایوای همچنین در دیگر کشورهای آسیای شرقی تأثیرگذار واقع شد. به ویژه در کرهٔ جنوبی که موفقیت فیلم موانع به وجود آمده برای پخش فیلم‌های ژاپنی پس از جنگ جهانی دوم را شکست.
در1996 موفقیت تجاری وی از فیلم Swallowtail Butterfly حاصل شد. داستانی چندمنظوره از شهر خیالی Yen. شهر مهاجرانی در جستجوی امید و زندگی بهتر با سه کارکتر اصلی:
Ageha یک دختر نوجوان یتیم
Glico فاحشه ای که ستارهٔ پاپ شد
Feihong مهاجری که مدیر برنامه‌های glico است و کلوب شهر Yen را اداره می‌کند
در 1998 Fine line features فیلم"نامه عاشقانه" را در آمریکا به شکل تئاتر و به اسم "هنگامی که چشمانم را می بندم7" اجرا کرد. این اولین فیلمی بود که به کارگردانی ایوای در آمریکا به شکل تئاتر در می آمد.
ایوای که از موفقیت بدست آمدهٔ این فیلم بسیار خرسند شده بود تصمیم گرفت با Takashi Kobayashi تیمی برای ساخت موسیقی فیلم تشکیل دهد، که پاپ استار آن Chara بود. گروه آن‌ها "Yen town band" تبدیل به یک موفقیت تجاری در ژاپن شد. در سال 2001 ایوای دوباره تصمیم گرفت که تیم را با Kobayashi برای ساخت فیلم درامای "همه چیز درباره ی لیلی چوچو8" در رده سنی دبیرستانی تشکیل دهد. لیلی چوچو پاپ استاری نجیب زاده بود که آلبوم آن با صدایSalyu خواننده ژاپنی پر شد.
در2002 فیلم کوتاه "آریتا9" را منتشر کرد که برای اولین بار موسیقی متن آن را خود تنظیم کرده بود. در سال 2004 نیز "هانا و آلیس10" اولین فیلم در ژانر کمدی اش را ساخت که برای دومین بار موسیقی متن آن را خود تنظیم کرده بود.
در اکتبر 2006 ایوای تهیه‌کنندگی فیلم "ترانه ی رنگین کمان11" را بر عهده گرفت. فیلم به کارگردانی Naoto Kumazawa بود که اولین همکاری آنان به حساب می آمد. این فیلم باعث درخشش بازیگران قبلی ایوای Hayato Ichihara, Yu Aoi and Shoko Aida شد.
از کارهای جدیدتر وی می‌توان به فیلم "بانداژ12" اشاره کرد که پایهٔ داستان بر سبک موسیقی ژاپنی indie rock پایدار است. این فیلم در 16 ژانویهٔ سال 2010 منتشر شد. در سال 2015 انیمهٔ "پروندهٔ قتل هانا و آلیس13"را ساخت که مورد توجه بسیار قرار گرفت. این انیمیشن با سبک انیمت و داستانپردازی متفاوت خود توانست موفقیتی دیگر در کارنامهٔ شونجی ایوای شود. کارگردانی و نویسندگی آن را ایوای برعهده داشت.
1. Shunji Iwai
2. Yokohama
3. TV Dramas
4. Fireworks
5. New directors
6. Love letter
7. When I close my eyes
8. All about Lili Chou-chou
9. ARITA
10. Hana & Alice
11. Rainbow song
12. Bandage
13. The murder case of Hana & Alice